# Phryxe pruinosa
Phryxe pruinosa là một loài ruồi trong họ Tachinidae.